# غوردون وود
غوردون وود (بالإنجليزية: Gordon Wood)‏ هو لاعب اتحاد الرغبي أيرلندي، ولد في 20 يونيو 1931 في ليمريك في جمهورية أيرلندا، وتوفي في 18 مايو 1982 في جمهورية أيرلندا.

## وصلات خارجية
- غوردون وود عل موقع إسبنسكروم (الإنجليزية)